# Fischer Judit
Fischer Judit (Zalaegerszeg, 1981. október 6. –) magyar képzőművész. Testvére, Fischer Bence (1982–) magyar építészmérnök.

## Életpályája
Szülei: Fischer György (1956–2012) szobrász és Németh Klára (1956–). 2001–2006 között a Magyar Képzőművészeti Egyetem festő és tanár szakán tanult. 2005-től a Fiatal Képzőművészek Stúdiója Egyesület tagja, 2009-től vezetőségi tagja. 2005-től a Szájjal és Aggyal Festők Világszövetsége alapító tagja Mécs Miklóssal. 2009-től Magyar Alkotóművészek Országos Egyesülete tagja. 2010-től a MOME médiadesigner MA hallgatója volt. 2010-ben Párizsban volt tanulmányúton. 2012–2015 között a Magyar Képzőművészeti Egyetem doktori iskola hallgatója volt.
Akvarelleket, grafikákat, alkalmi objekteket és hálózaton megjelenő fotódokumentációs projekteket készít. Kiállításokat és megnyitókat, eseményeket szervez.

## Kiállításai

### Egyéni
- 2006-2009, 2011, 2013 Budapest
- 2007 Kolozsvár
- 2008 Pozsony, Debrecen, Dunaújváros
- 2009 Prága
- 2010 Győr

### Válogatott, csoportos
- 2005-2012, 2015-02016 Budapest
- 2006 Brüsszel
- 2008 Révkomárom, Miskolc
- 2009 Szombathely, Pécs, Bécs, Kassa, Prága
- 2010 Pécs, Bécs, Miskolc
- 2011, 2014 Bécs
- 2012 Miskolc, Bukarest, Dunaújváros

## Díjai
- Üveggyöngy díj (2006)
- Derkovits Gyula képzőművészeti ösztöndíj (2007-2009)
- Herczeg Klára-díj (2008)